# Piszczanka (obwód dniepropetrowski)
Piszczanka (ukr. Піщанка) – wieś na Ukrainie, w obwodzie dniepropetrowskim, w rejonie nowomoskowskim, siedziba hromady. W 2001 liczyła 4228 mieszkańców, spośród których 3879 wskazało jako ojczysty język ukraiński, 333 rosyjski, 2 mołdawski, 1 białoruski, 2 ormiański, a 11 inny.